# Norassoba

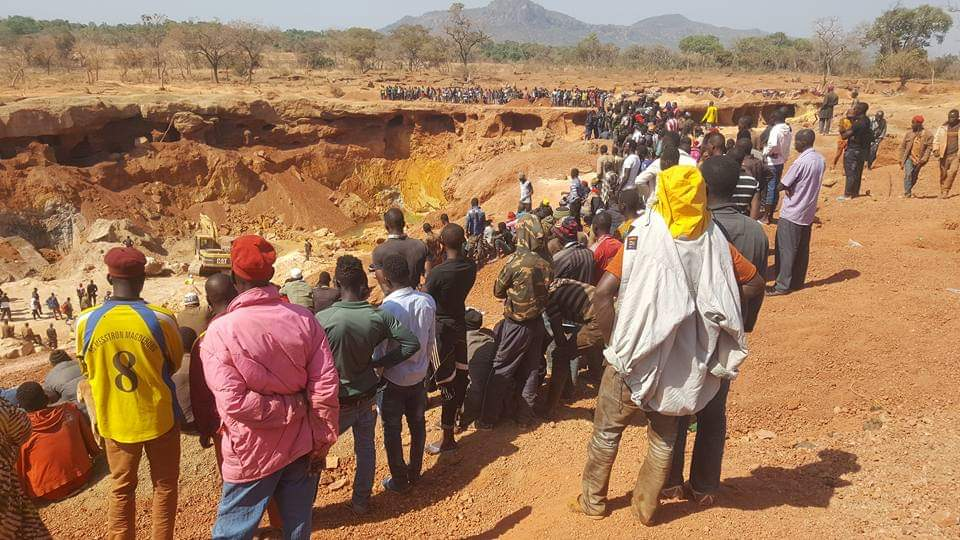
ߘߊ߲߬ߡߊߥߙߌ߫

Norassoba est une ville et une sous-préfecture de Guinée, rattachée à la préfecture de Siguiri et la région de Kankan. 

## Population
En 2016, le nombre d'habitants est estimé à 42 926, à partir d'une extrapolation officielle du recensement de 2014 qui en avait dénombré 40 137.

## Économie
La ville possède une mine d'or,. Elle cultive également du riz.

## Infrastructures
La ville possède un centre de santé et un poste de gendarmerie.